# برودرباند
برودرباند (انگلیسی: Broderbund) شرکت نرم‌افزار آمریکایی است، که در سال ۱۹۸۰ تأسیس شد.